# Christoph Friedrich Kiene
Christoph Friedrich Kiene (geboren am 12. März 1655 in Lübeck; gestorben nach 1721) war ein deutscher Jurist und Lyriker.

## Leben
Kiene studierte nach Besuch des Gymnasiums in Lübeck ab 1675 an der Universität Rostock und ab 1677 in Leipzig Politik und Rechte.
Nach Reisen durch Deutschland, die Niederlande, Spanien, Frankreich und England ließ er sich in seiner Geburtsstadt Lübeck als Anwalt nieder. 1693 wurde er Justizrat in Mecklenburg-Schwerin, wo er auch gestorben ist.
Sein bekanntestes Werk sind die 1680 erschienenen Poetischen Nebenstunden, in dem neben einer Anzahl geistlicher und weltlicher Gedichte acht poetische Heldenbriefe enthalten sind, also fiktive Briefe mythischer oder biblischer Gestalten nach neulateinischen und italienischen Vorlagen, in diesen schreibt unter anderem Eva an Adam im Paradies, Joseph an Potifars Gemahlin oder die Frau des Kandaules an Gyges.

## Werke
- Rostockische Feuers-Brunst, auf der Rostockischen hohen Schul öffentlich bethränt. Rostock 1677, Digitalisat. 3. Aufl. 1710 unter dem Titel:  Außführliche Beschreibung Der Durch des Aller-Höchsten Verhängnüs Anno 1677. den 11. August in der Uhralten See- und Hansee-Stadt Rostock Entstandenen grausahmen und erschrecklichen Feuers-Brunst, wodurch es leyder geschehen, daß in kurtzer Eyl über 800 große Häuser ohne die Wohnkeller gäntzlich sind ruiniret und zernichtet worden. Digitalisat.
- Poetische Nebenstunden. Frankfurt a. M. & Leipzig 1680, 2. Aufl. 1681.
- Poema sacrum, sive de credendorum liber primus. Lübeck 1703 (liber secundus ebd. 1710), Digitalisat.